# 12Y busz (Debrecen)
A debreceni 12Y jelzésű autóbusz a Vincellér utca és a Auguszta között közlekedett a TEVA Gyógyszergyár érintésével. A járatok 2011. augusztus 15-től nem közlekednek, a 12-es busz pedig új útvonalon közlekedik.